# Erich Preuner
Erich Preuner (* 11. Mai 1867 in Greifswald; † 29. März 1935 in Lübeck) war ein deutscher Epigraphiker und Klassischer Archäologe.

## Leben
Erich Preuner, der Sohn des Greifswalder Archäologieprofessors August Preuner, studierte Klassische Philologie und Archäologie an der Universität Bonn. Neben den Philologen Franz Bücheler und Hermann Usener prägten ihn besonders die Archäologen Reinhard Kekulé von Stradonitz und Georg Loeschcke. Nach dem Studium leistete Preuner zunächst den Militärdienst ab und unternahm Forschungs- und Bildungsreisen in die Mittelmeerländer.
Seine akademische Laufbahn begann Preuner an der Universität Straßburg, wo er 1900 promoviert und 1903 habilitiert wurde. Seine venia legendi umfasste „Archäologie, Epigraphik und antiquarische Hilfswissenschaften“. Drei Jahre später (1906) wechselte Preuner an die Universität Berlin. Seine Aufgabe als außerordentlicher Professor für Klassische Altertumskunde und Archäologie war vornehmlich, in der akademischen Lehre die Verbindung der Philologie zur Archäologie zu halten. Im Jahr seiner Ernennung wurde er auch zum korrespondierenden Mitglied des Deutschen Archäologischen Instituts gewählt.
In Berlin wirkte Preuner bis kurz vor seinem Tod. Neben seiner Lehrtätigkeit beteiligte er sich an verschiedenen Projekten der Preußischen Akademie der Wissenschaften: Im Rahmen der griechischen Inschriftensammlung (Inscriptiones Graecae) war er Mitarbeiter an den Inschriften Lakoniens, Messeniens, Ätoliens und Attikas. Preuners selbständige Forschungsarbeit bestand ebenfalls hauptsächlich aus der Edition griechischer Inschriften, die er aus verschiedensten Quellen schöpfte. Er sichtete beispielsweise die Tagebücher, Papiere und Nachlässe von Jacob Linckh, Ludwig Ross, Karl Otfried Müller, Nicolaus Heinrich Ulrichs und Carl Curtius. Besondere Forschungsgebiete Preuners waren die musischen und gymnischen Wettkämpfe und die Künstlerinschriften der Griechen.
Preuner starb nach langer, schwerer Krankheit ein Jahr nach seiner Emeritierung in Lübeck.